# Specjalista (film)
Specjalista (tytuł oryg. The Specialist) – amerykańsko-peruwiański film akcji z 1994 roku, ogólnoświatowo dystrybuowany przez Warner Bros. Pictures.
W obsadzie filmu znalazły się hollywoodzkie sławy: m.in. Sharon Stone, Sylvester Stallone i James Woods. Projekt, choć nie spotkał się z uznaniem krytyków, odniósł zadowalający twórców sukces komercyjny.
Filmowa ścieżka dźwiękowa wylansowała latin-popowy przebój − utwór "Turn the Beat Around" Glorii Estefan.

## Opis fabuły
Współczesne Miami. Ray Quick, ekspert od materiałów wybuchowych, pomaga uwodzicielsko pięknej May Munro pomścić śmierć swoich zamordowanych rodziców. Bohaterowie jednoczą swoje siły, by stawić czoła potężnemu trio antagonistów: amerykańsko-kubańskiemu szefowi mafii, jego synowi i bezlitosnemu płatnemu zabójcy.

## Obsada
- Sylvester Stallone − Ray Quick
- Sharon Stone − May Munro
- James Woods − Ned Trent
- Eric Roberts − Tomas Leon
- Rod Steiger − Joe Leon

## Nagrody i wyróżnienia
- 1995, BMI Film & TV Awards:
  - nagroda BMI Film Music Award dla Johna Barry'ego
- 1995, MTV Movie Awards:
  - nominacja do nagrody MTV Movie Award w kategorii najbardziej pożądana kobieta (nagrodzona: Sharon Stone)
- 1995, Razzie Awards:
  - nominacja do Złotej Maliny w kategorii najgorszy film
  - nominacja do Złotej Maliny w kategorii najgorszy aktor (Sylvester Stallone)
  - Złota Malina w kategorii najgorsza aktorka (Sharon Stone; także za Na rozstaju)
  - Złota Malina w kategorii najgorsza ekranowa para (Sharon Stone i Sylvester Stallone; wspólnie z Bradem Pittem i Tomem Cruise'em za Wywiad z wampirem)
  - nominacja do Złotej Maliny w kategorii najgorszy aktor drugoplanowy (Rod Steiger)

## Box office
| Świat | US$ 170,362,582 |